# Пантелеграф

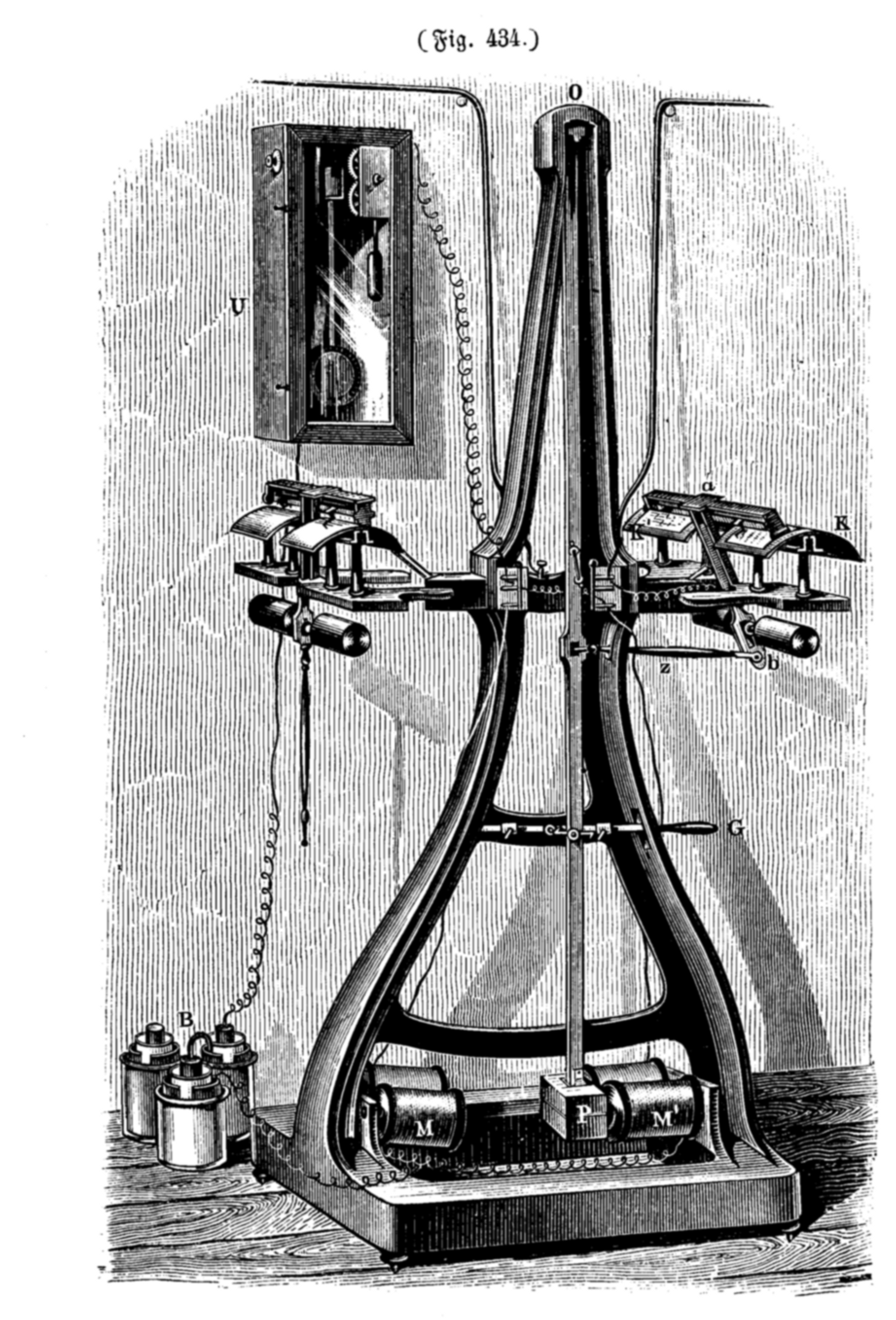
Пантелеграф

Пантелеграф (англ. pantelegraph, італ. pantelegrafo, фр. pantélégraphe) — рання форма факсимільного апарату. Пантелеграф був розроблений італійцем Джованні Казеллі (італ. Giovanni Caselli) і використовувався в комерційних цілях в 1860-х роках. Це був перший такий комерційний пристрій, який міг передавати почерк, підпис або малюнок на площі до 150 × 100 мм. Крім того, пантелеграф працював навіть швидше за звичайний телеграф.

## Історія
Пантелеграф був винайдений Джованні Казеллі в 1856 році.